# Pulicaria insignis
Pulicaria insignis là một loài thực vật có hoa trong họ Cúc. Loài này được Drumm. ex Dunn miêu tả khoa học đầu tiên năm 1912.